# Nottingham Open
Nottingham Open este un turneu de tenis pentru bărbați și femei, desfășurat în Nottingham, Regatul Unit, care se joacă pe terenuri cu iarbă, în aer liber, la Centrul de tenis Nottingham. După ce a fost întrerupt în 2008, a fost restabilit pentru scurt timp ca eveniment ATP World Tour 250 în turul masculin din 2015 și 2016, înainte de a fi retrogradat la un eveniment Challenger în 2017 și un eveniment internațional în turneul feminin. Turneul are loc în iunie ca pregătire pentru Wimbledon.

## Rezultate

### Simplu masculin
| An                      | Campion                                | Finalist                               | Scor                                   |
| ----------------------- | -------------------------------------- | -------------------------------------- | -------------------------------------- |
| 2025                    | Marin Čilić                            | Shintaro Mochizuki                     | 6–2, 6–3                               |
| 2024                    | Jacob Fearnley                         | Charles Broom                          | 4–6, 6–4, 6–3                          |
| 2023                    | Andy Murray                            | Arthur Cazaux                          | 6–4, 6–4                               |
| 2022                    | Dan Evans                              | Jordan Thompson                        | 6–4, 6–4                               |
| 2021                    | Frances Tiafoe                         | Denis Kudla                            | 6–1, 6–3                               |
| 2020                    | Anulat din cauza pandemiei de COVID-19 | Anulat din cauza pandemiei de COVID-19 | Anulat din cauza pandemiei de COVID-19 |
| 2019                    | Dan Evans                              | Evgeny Donskoy                         | 7–6(7–3), 6–3                          |
| 2018                    | Alex de Minaur                         | Dan Evans                              | 7–6(7–4), 7–5                          |
| 2017                    | Dudi Sela                              | Thomas Fabbiano                        | 4–6, 6–4, 6–3                          |
| ↑ ATP Challenger Tour ↑ |                                        |                                        |                                        |
| 2016                    | Steve Johnson                          | Pablo Cuevas                           | 7–6(7–5), 7–5                          |
| 2015                    | Denis Istomin                          | Sam Querrey                            | 7–6(7–1), 7–6(8–6)                     |
| 2009–14                 | Nu s-a ținut                           | Nu s-a ținut                           | Nu s-a ținut                           |
| 2008                    | Ivo Karlović (2)                       | Fernando Verdasco                      | 7–5, 6–7(4–7), 7–6(8–6)                |
| 2007                    | Ivo Karlović                           | Arnaud Clément                         | 3–6, 6–4, 6–4                          |
| 2006                    | Richard Gasquet (2)                    | Jonas Björkman                         | 6–4, 6–3                               |
| 2005                    | Richard Gasquet                        | Max Mirnyi                             | 6–2, 6–3                               |
| 2004                    | Paradorn Srichaphan                    | Thomas Johansson                       | 1–6, 7–6(7–4), 6–3                     |
| 2003                    | Greg Rusedski (2)                      | Mardy Fish                             | 6–3, 6–2                               |
| 2002                    | Jonas Björkman (2)                     | Wayne Arthurs                          | 6–2, 6–7(5–7), 6–2                     |
| 2001                    | Thomas Johansson                       | Harel Levy                             | 7–5, 6–3                               |
| 2000                    | Sébastien Grosjean                     | Byron Black                            | 7–6(9–7), 6–3                          |
| 1999                    | Cédric Pioline                         | Kevin Ullyett                          | 6–3, 7–5                               |
| 1998                    | Jonas Björkman                         | Byron Black                            | 6–3, 6–2                               |
| 1997                    | Greg Rusedski                          | Karol Kučera                           | 6–4, 7–5                               |
| 1996                    | Jan Siemerink                          | Sandon Stolle                          | 6–3, 7–6(7–0)                          |
| 1995                    | Javier Frana                           | Todd Woodbridge                        | 7–6(7–4), 6–3                          |
| 1978–94                 | Nu s-a ținut                           | Nu s-a ținut                           | Nu s-a ținut                           |
| 1977                    | Fără câștigător                        | Tim Gullikson Jaime Fillol             | abandonat                              |
| 1976                    | Fără câștigător                        | Jimmy Connors Ilie Năstase             | 6–2, 4–6 1–1 abandonat                 |
| 1975                    | Tom Okker                              | Tony Roche                             | 6–1, 3–6, 6–3                          |
| 1974                    | Stan Smith (2)                         | Alex Metreveli                         | 6–3, 1–6, 6–3                          |
| 1973                    | Eric van Dillen                        | Frew McMillan                          | 3–6, 6–1, 6–1                          |
| 1972                    | Geoffrey Masters                       | Premjit Lall                           | abandonat din cauza ploii              |
| 1971                    | Jaime Fillol                           | Greg Perkins                           | 6–2, 6–3                               |
| 1970                    | Stan Smith                             | Chauncey Steele                        | 6–3, 6–1                               |

### Dublu masculin
| An      | Campioni                                   | Finaliști                              | Scor                                   |
| ------- | ------------------------------------------ | -------------------------------------- | -------------------------------------- |
| 2025    | Santiago González Austin Krajicek          | Fernando Romboli John-Patrick Smith    | 7–6(7–2), 6–4                          |
| 2024    | John Peers Marcus Willis                   | Harold Mayot Luke Saville              | 6–1, 6–7(1–7), [10–7]                  |
| 2023    | Jacob Fearnley Johannus Monday             | Liam Broady Jonny O'Mara               | 6–3, 6–7(6–8), [10–7]                  |
| 2022    | Jonny O'Mara Ken Skupski                   | Julian Cash Henry Patten               | 3–6, 6–2, [16–14]                      |
| 2021    | Matt Reid Ken Skupski                      | Matthew Ebden John-Patrick Smith       | 4–6, 7–5, [10–6]                       |
| 2020    | Anulat din cauza pandemiei de COVID-19     | Anulat din cauza pandemiei de COVID-19 | Anulat din cauza pandemiei de COVID-19 |
| 2019    | Santiago González Aisam-ul-Haq Qureshi     | Gong Maoxin Zhang Ze                   | 4–6, 7–6(7–5), [10–5]                  |
| 2018    | Frederik Nielsen Joe Salisbury             | Austin Krajicek Jeevan Nedunchezhiyan  | 7–6(7–5), 6–1                          |
| 2017    | Ken Skupski Neal Skupski                   | Matt Reid John-Patrick Smith           | 7–6(7–1), 2–6, [10–7]                  |
| 2016    | Dominic Inglot Daniel Nestor               | Ivan Dodig Marcelo Melo                | 7–5, 7–6(7–4)                          |
| 2015    | Chris Guccione André Sá                    | Pablo Cuevas David Marrero             | 6–2, 7–5                               |
| 2011–14 | Challenger Tournament                      | Challenger Tournament                  | Challenger Tournament                  |
| 2009–10 | Nu s-a ținut                               | Nu s-a ținut                           | Nu s-a ținut                           |
| 2008    | Bruno Soares Kevin Ullyett                 | Jeff Coetzee Jamie Murray              | 6–2, 7–6(7–5)                          |
| 2007    | Jamie Murray Eric Butorac                  | Joshua Goodall Ross Hutchins           | 4–6, 6–3, 10–5                         |
| 2006    | Jonathan Erlich (2) Andy Ram (2)           | Igor Kunitsyn Dmitry Tursunov          | 6–3, 6–2                               |
| 2005    | Jonathan Erlich Andy Ram                   | Simon Aspelin Todd Perry               | 4–6, 6–3, 7–5                          |
| 2004    | Paul Hanley Todd Woodbridge                | Rick Leach Brian MacPhie               | 6–4, 6–3                               |
| 2003    | Bob Bryan Mike Bryan (2)                   | Joshua Eagle Jared Palmer              | 7–6(7–3), 4–6, 7–6(7–4)                |
| 2002    | Mike Bryan Mark Knowles                    | Donald Johnson Jared Palmer            | 0–6, 7–6(7–3), 6–4                     |
| 2001    | Donald Johnson (2) Jared Palmer            | Paul Hanley Andrew Kratzmann           | 6–4, 6–2                               |
| 2000    | Piet Norval Donald Johnson                 | Ellis Ferreira Rick Leach              | 1–6, 6–4, 6–3                          |
| 1999    | Patrick Galbraith (2) Justin Gimelstob (2) | Marius Barnard Brent Haygarth          | 5–7, 7–5, 6–3                          |
| 1998    | Justin Gimelstob Byron Talbot              | Sébastien Lareau Daniel Nestor         | 7–5, 6–7, 6–4                          |
| 1997    | Ellis Ferreira Patrick Galbraith           | Danny Sapsford Chris Wilkinson         | 4–6, 7–6, 7–6                          |
| 1996    | Mark Petchey Danny Sapsford                | Neil Broad Piet Norval                 | 6–7, 7–6, 6–4                          |
| 1995    | Luke Jensen Murphy Jensen                  | Patrick Galbraith Danie Visser         | 6–2, 6–4                               |

### Simplu feminin
| 2025                             | McCartney Kessler                      | Daiana Iastremska                      | 6–4, 7–5                               |
| 2024                             | Katie Boulter (2)                      | Karolína Plíšková                      | 4–6, 6–3, 6–2                          |
| 2023                             | Katie Boulter                          | Jodie Burrage                          | 6–3, 6–3                               |
| 2022                             | Beatriz Haddad Maia                    | Alison Riske                           | 6–4, 1–6, 6–3                          |
| 2021                             | Johanna Konta                          | Zhang Shuai                            | 6–2, 6–1                               |
| 2020                             | Anulat din cauza pandemiei de COVID-19 | Anulat din cauza pandemiei de COVID-19 | Anulat din cauza pandemiei de COVID-19 |
| 2019                             | Caroline Garcia                        | Donna Vekić                            | 2–6, 7–6(7–4), 7–6(7–4)                |
| 2018                             | Ashleigh Barty                         | Johanna Konta                          | 6–3, 3–6, 6–4                          |
| 2017                             | Donna Vekić                            | Johanna Konta                          | 2–6, 7–6(7–3), 7–5                     |
| 2016                             | Karolína Plíšková                      | Alison Riske                           | 7–6(10–8), 7–5                         |
| 2015                             | Ana Konjuh                             | Monica Niculescu                       | 1–6, 6–4, 6–2                          |
| ↑ WTA International tournament ↑ |                                        |                                        |                                        |
| 2011–14                          | ITF Tournament                         | ITF Tournament                         | ITF Tournament                         |
| 1974–2010                        | Nu s-a ținut                           | Nu s-a ținut                           | Nu s-a ținut                           |
| 1973                             | Billie Jean King (2)                   | Virginia Wade                          | 8–6, 6–4                               |
| 1972                             | Billie Jean King                       | Evonne Goolagong                       | neterminat (ploaie)                    |
| 1971                             | Julie Heldman                          | Barbara Hawcroft                       | 6–4, 7–9, 6–3                          |

### Dublu feminin
| 2025                             | Beatriz Haddad Maia (2) Laura Siegemund | Anna Danilina Ena Shibahara            | 6–3, 6–2                               |
| 2024                             | Gabriela Dabrowski Erin Routliffe       | Harriet Dart Diane Parry               | 5–7, 6–3, [11–9]                       |
| 2023                             | Ulrikke Eikeri Ingrid Neel              | Harriet Dart Heather Watson            | 7–6(8–6), 5–7, [10–8]                  |
| 2022                             | Beatriz Haddad Maia Zhang Shuai         | Caroline Dolehide Monica Niculescu     | 7–6(7–2), 6–3                          |
| 2021                             | Liudmila Kicenok Makoto Ninomiya        | Caroline Dolehide Storm Sanders        | 6–4, 6–7(3–7), [10–8]                  |
| 2020                             | Anulat din cauza pandemiei de COVID-19  | Anulat din cauza pandemiei de COVID-19 | Anulat din cauza pandemiei de COVID-19 |
| 2019                             | Desirae Krawczyk Giuliana Olmos         | Ellen Perez Arina Rodionova            | 7–6(7–5), 7–5                          |
| 2018                             | Alicja Rosolska Abigail Spears (2)      | Mihaela Buzărnescu Heather Watson      | 6–3, 7–6(7–5)                          |
| 2017                             | Monique Adamczak Storm Sanders          | Jocelyn Rae Laura Robson               | 6–4, 4–6, [10–4]                       |
| 2016                             | Andrea Hlaváčková Peng Shuai            | Gabriela Dabrowski Yang Zhaoxuan       | 7–5, 3–6, [10–7]                       |
| 2015                             | Raquel Kops-Jones Abigail Spears        | Jocelyn Rae Anna Smith                 | 3–6, 6–3, [11–9]                       |
| ↑ WTA International tournament ↑ |                                         |                                        |                                        |
| 2011–14                          | ITF Tournament                          | ITF Tournament                         | ITF Tournament                         |
| 1974–2010                        | Nu s-a ținut                            | Nu s-a ținut                           | Nu s-a ținut                           |
| 1973                             | Rosie Casals Billie Jean King           | Chris Evert Betty Stöve                | 6–2, 9–7                               |